# Fredericia
Fredericia  est une commune de la région du Danemark-du-Sud.
La ville (41 108 hab. en 2019) est située à l'est du Jutland, la péninsule du Danemark connectée au reste du continent européen.
Du fait de sa situation, elle constitue l'un des principaux points de passage commerciaux pour le Danemark, notamment grâce à son port.
La commune de Fredericia comptait 51 427 habitants au 1er janvier 2015 et a une superficie de 134,46 km2.

## Histoire
Le roi Christian IV eut l'idée de fonder une ville fortifiée pour protéger la petite ceinture (Lillebælt), point duquel la traversée vers l'île de Fyn (la Fionie) est la plus facile. Mais ce fut son fils Frédéric III qui fonda la ville, dont les fortifications furent achevées en 1650.

## Politique et administration

### Jumelages
La commune de Fredericia est jumelée avec :
- Kokkola (Finlande) depuis 1948 ;
- Kristiansund (Norvège) depuis 1948 ;
- Härnösand (Suède) depuis 1948 ;
- Ilulissat (Groenland) depuis 1962 ;
- Herford (Allemagne) depuis 1987 ;
- Šiauliai (Lituanie) depuis 1993.

## Culture et patrimoine

### Personnalités nées à Fredericia
- Peter Nielsen (1967-2004), contrôleur aérien danois assassiné par Vitali Kaloïev pour son rôle dans la collision d'Überlingen[2].
- Cecil Bødker (1927-2020), romancière danoise (autrice de Silas).